# واکسن کووید-۱۹ جانسون اند جانسون
واکسن کووید-۱۹ یانسن (به انگلیسی: Janssen COVID-19 vaccine) یا واکسن کووید-۱۹ جانسون اند جانسون (به انگلیسی: Johnson & Johnson COVID-19 vaccine) یک واکسن کووید-۱۹ است که توسط شرکت یانسن واکسینس در لیدن، هلند و شرکت بلژیکی جانسن فارماسیوتیکا که زیرمجموعه شرکت جانسون اند جانسون، آمریکا است ساخته شده است. این واکسن تک دُز است و نیاز به نگه‌داری در حالت منجمد ندارد.
کارآزمایی بالینی این واکسن از ژوئن ۲۰۲۰ آغاز شده و با طی سه مرحله بر روی ۴۳٬۰۰۰ نفر مورد آزمایش قرار گرفت. در ۲۹ ژانویه ۲۰۲۱، جانسن اعلام کرد که ۲۸ روز پس از تزریق واکسن ۶۶٪ از ابتلا به کووید ۱۹ ایمنی ایجاد میکند، همچنین تزریق ۸۵٪ اثر در جلوگیری از کویید شدید و اثربخشی ۱۰۰٪ در جلوگیری از بستری شدن در بیمارستان یا مرگ ناشی از بیماری را ایجاد میکند.